# W. John McDonald
Pour les articles homonymes, voir John McDonald et McDonald.
W. John McDonald (né le 29 septembre 1936) est un physicien et administrateur universitaire canadien de l'Alberta. Il est président par intérim de l'Université de l'Alberta du 1er juillet 1994 au 1er janvier 1995.

## Biographie
Né à Lethbridge en Alberta, McDonald étudie à l'Université de la Saskatchewan et obtient un BSc en 1959 et une MSc en 1961, ainsi qu'un PhD de l'Université d'Ottawa en 1964. En tant que physicien, il se spécialise en physique sub-atomique et en technique de détection de particules. Il se joint au département de physique de l'Université de l'Alberta en tant que professeur en 1962. De 1982 à 1992, il est doyen du pavillon des Sciences et, de 1991 à 1994, il est vice-président académique de l'université. En 2002, il est fait professeur émérite.